# Saint-Théoffrey
Saint-Théoffrey – miejscowość i gmina we Francji, w regionie Owernia-Rodan-Alpy, w departamencie Isère.
Według danych na rok 1990 gminę zamieszkiwało 279 osób, a gęstość zaludnienia wynosiła 49 osób/km² (wśród 2880 gmin regionu Rodan-Alpy Saint-Théoffrey plasuje się na 1350. miejscu pod względem liczby ludności, natomiast pod względem powierzchni na miejscu 1459.).